# Бхутто (семья)
Семья Бхутто (урду بھٹو خاندان) — семья пакистанских политиков.
К моменту своего возвышения проживала в Синде уже более трёх столетий.

## Роль в истории Пакистана
Некоторые члены семьи сыграли важную роль в жизни Пакистана.
Основали в 1967 году и с тех пор постоянно руководят Пакистанской народной партией.
Двое членов семьи, Зульфикар и Беназир Бхутто, были премьер-министрами Пакистана.
Асиф Али Зардари, вдовец Беназир, был президентом Пакистана в 2008—2013 годах и с 2024 года по настоящее время.

## Фотогалерея
- Бхутто, Зульфикар Али
- Бхутто, Нусрат
- Бхутто, Беназир
- Зардари, Билавал
- Асифа Бхутто Зардари
- Бахтавар Бхутто Зардари